# Mołoda Hwardija Donieck
Mołoda Hwardija Donieck (ukr. Молода гвардія Донецьк, ros. Молодая гвардия Донецк – Mołodaja Gwardija Donieck) – ukraińska juniorska drużyna hokeja na lodzie z siedzibą w Doniecku.

## Historia
Stanowiąca zaplecze dla klubu Donbas Donieck drużyna juniorska wiosną 2013 została przyjęta do rosyjskich rozgrywek juniorskich MHL. Zespół wystąpił w edycji ligowej 2013/2014 i w rundzie zasadniczej zajęła ósme miejsce w Dywizji Centrum. Następnie w pierwszej rundzie play-off (1/16 finału) został wyeliminowany przez HK MWD Bałaszycha w meczach 0:3. Głównym trenerem ekipy był Ołeksandr Hodyniuk, jego asystentem Ihor Czybiriew, a trenerem bramkarzy Serhij Tkaczenko. 
Przed nowym sezonem MHL Mołoda Hwardija został usunięta z rozgrywek z uwagi na trwającą wojnę na wschodniej Ukrainie.